# 베이징 펀쓰팅 소학교
베이징 펀쓰팅 인민소학교(北京市东城区分司厅小学)는 중화인민공화국 베이징의 공립 초등학교이다.

## 교내 주요 연혁
- 1914년 10월 12일, 중화민국 국민정부 대륙 본토 시대 시절 허베이성 베이핑에서 베이핑 펀쓰팅 국민소학교로 첫 개교.
- 1941년 2월 1일, 베이핑시가 베이징시로 승격되면서 베이징 펀쓰팅 소학교로 교명 개칭.
- 1949년 10월 1일, 중화민국 국민정부 체제가 타이완에 망명 후 대륙 본토에 중공 인민정부 수립이 되면서 1949년 10월 12일을 기하여 베이징 펀쓰팅 인민소학교로 교명 재개칭.